# Blossom Child
Pour les articles homonymes, voir Blossom.
Blossom Child est un groupe new wave italien de synthpop et d'Italo disco connu pour son titre I Pray, sorti en 1986 et entré dans le Top 50 le 10 août. Le groupe sort l'année suivante un deuxième titre, Psycho, avant de disparaître de la scène musicale.
Le timbre de voix du chanteur rappelait celui de l'artiste britannique Jimmy Somerville, populaire à cette époque au sein des groupes Bronski Beat et The Communards, tandis que la chanson I Pray présentait des similitudes avec l'un des singles du groupe Erasure, Oh l'Amour, sorti quelques mois auparavant.